# B.T.R.
B.T.R. bzw. BTR ist das Debütalbum der US-amerikanischen Band Big Time Rush.

## Hintergründe und Erscheinung
Die Aufnahmen am Album begannen im Jahr 2009 mit Entstehung der Single Big Time Rush. Das Album war nicht nur das erste Studioalbum der Band, sondern auch gleichzeitig der Soundtrack zu ihrer gleichnamigen Serie Big Time Rush. Am 1. September 2010 wurde die Titelliste des Albums im Internet veröffentlicht. Daraus entstand die Diskussion, dass zwei der beliebtesten Songs aus der Serie, nämlich Any Kind Of Guy und Famous, der eine Coverversion des Originals der schwedischen Girl Group Play ist, nicht in der Titelliste waren. Der Song Boyfriend war in der Titelliste auch zu finden, jedoch nur die Album Version, da Boyfriend später zu einer Single wurde und es in die später veröffentlichten Editionen schaffte. In der Titelliste sah man auch, dass der Song Count On You, den Big Time Rush zusammen mit der American-Idol-Gewinnerin Jordin Sparks singt, auch vorhanden war. Das Album bekam den Namen B.T.R., der eine Abkürzung für den Bandnamen Big Time Rush ist, die oft in der Serie genutzt wurde. In den USA erschien das Album als US-Edition am 11. Oktober 2010, auf der nur die ersten elf Tracks zu hören waren. Diese US-Edition erschien in Deutschland am 17. Dezember 2010 nur als Download. Diese Edition des Albums schaffte es nicht in die deutschen Albumcharts. Die am 15. April 2011 erschienene Germany-Edition schaffte es in die deutschen Charts. Auf dieser Germany-Edition waren fünf Bonustracks, u. a. Any Kind Of Guy und Famous. Auf iTunes waren es sogar sechs weitere Bonustracks, da Stuck als Track Nr. 17 noch vorhanden war. Auf der Edition waren u. a. zwei weitere Versionen des Songs Boyfriend zu hören. Die Germany-Edition konnte man im Handel kaufen. In den USA erschien die Germany-Edition unter dem Namen International Fan-Edition, diese Edition schaffte es auch in die US-Charts. In Großbritannien erschien am 11. Juli 2011 die UK-Edition, auf der auch weitere sechs Bonustracks vorhanden waren, jedoch nicht dieselben wie auf der Germany-Edition.

## Kommerzieller Erfolg
Das Album B.T.R. war insgesamt in zehn verschiedenen Staaten in den Charts und war auf Platz drei in den US-amerikanischen Albumcharts. Es verkaufte sich weltweit über 700.000 Mal, davon über 500.000 Verkäufe in den USA. Für die vielen Verkäufe bekam es am 31. März 2011 eine Goldene Schallplatte in den USA, was gleichzeitig die erste Auszeichnung für Musikverkäufe für Big Time Rush war. In Mexiko verkaufte sich das Album über 50.000 Mal und bekam hierfür die zweite Goldene Schallplatte am 30. September 2011. In Deutschland wurde das Album über 40.000 Mal verkauft und landete auf Platz sechzehn der Deutschen Albumcharts.

## Rezeption
Das Album bekam verschiedene Kritiken. Auf der einen Seite wurde nicht viel kritisiert und das Album wurde als ein „sehr beeindruckendes Debütalbum“ bezeichnet. Auf der anderen Seite wurde einiges kritisiert. Da die Band Big Time Rush aus einer Serie entnommen wurde, meinte FemaleFirst.co.uk „Fans der Show werden das Album lieben, jedoch hat das wenig Bezug auf die Substanz“. „Obwohl das Album nicht atemberaubend ist, tragen sie die Melodien gut vor“, so die Seite FemaleFirst.co.uk über BTR. Auf iTunes bekam das Album von den Nutzern durchschnittlich 4,5 von 5 Sternen.

## Titelliste
| #                           | Titel                                    | Gastbeiträge  | Songwriter                                                                      | Produzent(en)       | Länge |
| --------------------------- | ---------------------------------------- | ------------- | ------------------------------------------------------------------------------- | ------------------- | ----- |
| 01                          | Til I Forget About You                   |               | Sam Hollander, Dave Katz, Claude Kelly                                          | S*A*M and Sluggo    | 03:57 |
| 02                          | Boyfriend - Album Version                |               | Lucas Secon, Wayne Hector                                                       | Lucas Secon         | 03:21 |
| 03                          | City Is Ours                             |               | Eric Sanicola                                                                   | Kevin Rudolf        | 03:12 |
| 04                          | Nothing Even Matters                     |               | Jimmy Burney, Robert Larow, Jonathan Perkins, Damon Sharpe, Jeremy Skaller      | J-Remy & Bobby Bass | 03:48 |
| 05                          | Worldwide                                |               | Edwin "LIl Eddie" Serrano, Christopher Rojas, Emily Philips                     | Christopher Rojas   | 03:44 |
| 06                          | Halfway There                            |               | Eric Sanicola                                                                   | Eric Sanicola       | 03:32 |
| 07                          | Big Night                                |               | Nasri Atwe, Sam Hollander, Dave Katz                                            | S*A*M and Sluggo    | 03:16 |
| 08                          | Oh Yeah                                  |               | Big Time Rush, Jacob Casher, Kevin Rudolf                                       | Kevin Rudolf        | 03:24 |
| 09                          | Count On You                             | Jordin Sparks | Nicholas Furlong, Carmen Michelle Key, Bobby Kuya, Sammy Kuya, Kasia Livingston | Timothy Foxx        | 03:29 |
| 10                          | I Know You Know                          | Cymphonique   | Emanuel Kiriakou, Evan Bogart, Lindy Robbins                                    | Stuart Grekin       | 02:55 |
| 11                          | Big Time Rush                            |               | Matthew Gerrard, Charlie Midnight, Jay Landers, Scott Fellows                   | Matthew Gerrard     | 03:17 |
| Germany-Edition Bonustracks |                                          |               |                                                                                 |                     |       |
| 12                          | Famous                                   |               | Andreas Carlsson, Desmond Child                                                 | Desmond Child       | 03:06 |
| 13                          | Any Kind of Guy                          |               | Matthew Gerrard, Charlie Midnight, Jay Landers                                  | Matthew Gerrard     | 03:40 |
| 14                          | This Is Our Someday                      |               | Matthew Gerrard, Robbie Nevil, Jay Landers                                      | Matthew Gerrard     | 03:02 |
| 15                          | Boyfriend                                | Snoop Dogg    | Lucas Secon, Wayne Hector, Snoop Dogg                                           | Lucas Secon         | 03:35 |
| 16                          | Boyfriend [Radio Edit]                   | New Boyz      | Lucas Secon, Wayne Hector                                                       | Lucas Secon         | 03:34 |
| 17                          | Stuck                                    |               | Emanuel Kiriakou, Jess Cates, David Hodges, Lindy Robbins                       | Timothy Foxx        | 03:05 |
| UK-Edition Bonustracks      |                                          |               |                                                                                 |                     |       |
| 12                          | Any Kind of Guy                          |               | Matthew Gerrard, Charlie Midnight, Jay Landers                                  | Matthew Gerrard     | 03:40 |
| 13                          | This Is Our Someday                      |               | Matthew Gerrard, Robbie Nevil, Jay Landers                                      | Matthew Gerrard     | 03:02 |
| 14                          | Stuck                                    |               | Emanuel Kiriakou, Jess Cates, David Hodges, Lindy Robbins                       | Timothy Foxx        | 03:05 |
| 15                          | Boyfriend                                | Snoop Dogg    | Lucas Secon, Wayne Hector, Snoop Dogg                                           | Lucas Secon         | 03:35 |
| 16                          | Til I Forget About You (Cash Cash Remix) |               |                                                                                 |                     | 03:49 |
| 17                          | Til I Forget About You (Halatrax Remix)  |               |                                                                                 |                     | 04:01 |

## Cover
Das Cover des Albums zeigt die vier Freunde, wie sie sich runterbeugen und zusammen rennen. Das Logo der Band ist auf dem Cover genauso, wie das Logo der Serie.

## Charts

### Album
| ChartsChartplatzierungen       | Höchstplatzierung | Wochen |
| ------------------------------ | ----------------- | ------ |
| Deutschland (GfK)              | 16 (18 Wo.)       | 18     |
| Österreich (Ö3)                | 12 (19 Wo.)       | 19     |
| Schweiz (IFPI)                 | 18 (13 Wo.)       | 13     |
| Vereinigtes Königreich (OCC)   | 14 (3 Wo.)        | 3      |
| Vereinigte Staaten (Billboard) | 3 (51 Wo.)        | 51     |

### Singles
Vor der Veröffentlichung des Albums schafften es nur zwei der bis dahin sieben veröffentlichten Singles in die US-amerikanischen Charts, nämlich Halfway There und Big Night. Nach der Veröffentlichung erschien noch die Single Boyfriend, die aber nicht auf der US-Edition vorhanden war. Die Single schaffte es in den Charts vier verschiedener Staaten. Letztendlich wurde noch der Song Worldwide in Deutschland und Österreich als Single veröffentlicht und schaffte es auf Platz 81 der deutschen Charts. Also beinhaltete das Album insgesamt vier Singles mit offizieller Single-Chart-Platzierung.

| Jahr | Titel Album   | Höchstplatzierung, Gesamtwochen, AuszeichnungChartplatzierungen (Jahr, Titel, Album, Platzierungen, Wochen, Auszeichnungen, Anmerkungen) | Höchstplatzierung, Gesamtwochen, AuszeichnungChartplatzierungen (Jahr, Titel, Album, Platzierungen, Wochen, Auszeichnungen, Anmerkungen) | Höchstplatzierung, Gesamtwochen, AuszeichnungChartplatzierungen (Jahr, Titel, Album, Platzierungen, Wochen, Auszeichnungen, Anmerkungen) | Höchstplatzierung, Gesamtwochen, AuszeichnungChartplatzierungen (Jahr, Titel, Album, Platzierungen, Wochen, Auszeichnungen, Anmerkungen) | Höchstplatzierung, Gesamtwochen, AuszeichnungChartplatzierungen (Jahr, Titel, Album, Platzierungen, Wochen, Auszeichnungen, Anmerkungen) | Anmerkungen                                                              |
| Jahr | Titel Album   | DE | AT | CH | UK | US | Anmerkungen                                                              |
| ---- | ------------- | --- | --- | --- | --- | --- | ------------------------------------------------------------------------ |
| 2010 | Halfway There | — | — | — | — | US93 (1 Wo.)US | Erstveröffentlichung: 27. April 2010                                     |
| 2010 | Big Night     | — | — | — | — | US79 (1 Wo.)US | Erstveröffentlichung: 12. Oktober 2010                                   |
| 2011 | Boyfriend     | DE49 (5 Wo.)DE | AT55 (3 Wo.)AT | — | UK76 (1 Wo.)UK | US72 (8 Wo.)US | Erstveröffentlichung: 8. Februar 2011 (feat. Snoop Dogg)                 |
| 2011 | Worldwide     | DE81 (2 Wo.)DE | — | — | — | — | Erstveröffentlichung: 5. August 2011 (nur in Deutschland und Österreich) |

Ohne offizielle Single-Charts-Platzierung:
- 2009: Big Time Rush
- 2010: Any Kind of Guy
- 2010: Famous
- 2010: City Is Ours
- 2010: Til’ I Forget About You